# إكسبيتورز
الإكسبيتورز (باللاتينية: excubitores)‏ أو excubiti، حرفياُ «هؤلاء الخارجون من القاع»، كمثال. «الحراس»; وتم نسخها إلى اليونانية: ἐξκουβίτορες or ἐξκούβιτοι) تم تأسيسه في حوالي عام 460 كحراس ملكيين (Imperial Guard) من قبل أوائل الأباطرة البيزنطيين. سرعان ما اكتسب القادة نفوذًا كبيرًا وقدموا سلسلة من الأباطرة في القرن السادس. إختفى الإكسبيتورز من السجلات في أواخر القرن السابع، ولكن في منتصف القرن الثامن، تم إعادة تنسيقهم إلى واحدة من وحدات النخبة الخاصة (Tagma (military))، النخبة الاحترافية للجيش البيزنطي الأوسط. بقي الإكسبيتورز حتى عام 1081.